# Dietmar Pillhock
Dietmar Pillhock (25 februari 1944 - Klundert, 12 december 2001) was een Nederlandse schaker die vooral correspondentieschaak speelde. In 1976 werd hij lid van de NBC en in 1996 werd hij kampioen ICCF van Nederland. Bij het door Siegfried Neuschmied gewonnen 58e Europese Kampioenschap correspondentieschaak (1996 - 2000) eindigde Pillhock op een vijfde plaats met 9 pt. uit 14 partijen.
In 1999 speelde Pillhock mee in de Schaakolympiade.